# Bantean
Bantean is een bestuurslaag in het regentschap Bangkalan van de provincie Oost-Java, Indonesië. Bantean telt 2226 inwoners (volkstelling 2010).